# Conceptionistes Missionnaires de l'Enseignement
Les Conceptionistes Missionnaires de l'Enseignement (en latin : Congregationem Sororum Conceptionistarum Missionariarum) sont une congrégation religieuse féminine enseignante de droit pontifical. 

## Historique
En 1892, désireuse de se consacrer à une vie plus contemplative, Carmen Sallés y Barangueras (1848 - 1911) quitte les Dominicaines de l'Annonciation avec trois compagnes mais les quatre sont rejetées par tous les ordres qu'elles abordent. 
À Madrid, Carmen rencontre le père Celestino Pazos qui lui conseille de fonder un nouvel institut, elle entre en contact avec Mgr Manuel Gómez-Salazar y Lucio-Villegas (es), archevêque de Burgos. Le 7 décembre 1892, il autorise la nouvelle congrégation sous le nom de Conceptionnistes de saint Dominique ainsi que l'ouverture de la première école conceptionniste, l'approbation diocésaine des constitutions est donnée le 16 avril 1893 et Carmen est nommée supérieure générale. 
L'institut reçoit le décret de louange le 19 septembre 1908, il est agrégé à l'ordre de Saint Augustin le 17 janvier 1910 et ses constitutions sont définitivement approuvées par le Saint-Siège le 7 décembre 1954.  

## Activités et diffusion
Les Conceptionistes se dédient à l'enseignement de la jeunesse (écoles, collèges, résidences étudiantes).
Elles sont présentes en : 
- Europe : Espagne, Italie.
- Amérique : Brésil, République Dominicaine, États-Unis, Mexique, Venezuela.
- Afrique : Cameroun, République démocratique du Congo, Guinée équatoriale.
- Asie : Corée du Sud, Inde, Japon, Philippines.

La maison généralice est à Madrid. 
En 2017, la congrégation comptait 446 religieuses dans 65 maisons. 